# Mars en scherzo uit De liefde voor de drie sinaasappels
Mars en scherzo uit De liefde voor de drie sinaasappels, opus 33ter is een compositie voor piano van de Russische componist Sergej Prokofjev uit 1922.
Het werk is een transcriptie van een Mars en een Scherzo uit Prokofjevs opera De Liefde voor de Drie Sinaasappels.